# Łapiszewo (Starogard Gdański)
Łapiszewo – osiedle Starogardu Gdańskiego, w północno-zachodniej części miasta. Rozwój osiedla nastąpił w l. 70 i 80 XX wieku. Łapiszewo przyłączono do Starogardu po II wojnie światowej. Znane jest głównie ze znajdującego się w nim cmentarza komunalnego pod tą samą nazwą.
Układ urbanistyczny osiedla, wkomponowany w ukształtowanie terenu, jest oparty na ortogonalnej siatce ulic z niewielkim placem na planie półkola w części zachodniej. Jest to zespół o zwartej, regularnej strukturze typowej dla osiedla podmiejskiego, z niewielkimi kwartałami i wyraźnymi granicami. Tworzy go przede wszystkim jednorodzinna zabudowa mieszkaniowa, przeważnie o dwóch kondygnacjach, kryta płaskimi dachami lub wielospadowymi o kątach nachylenia połaci nieprzekraczających 45°. 
Duża część dróg posiada nawierzchnię gruntową. 
W północnej części osiedla zlokalizowany jest kościół wraz z plebanią, o nowoczesnej bryle. Miejscową parafię Najświętszego Serca Pana Jezusa powołano 10 lipca 1982, a budowa kościoła zakończyła się w 1994 roku. Rok później rozpoczęła się działalność szkoły podstawowej. 16 października 2016 roku oddano do użytku rolkowisko. 